# Didymolepta phaseolicola
Didymolepta phaseolicola är en svampart som beskrevs av Höhn. 1918. Didymolepta phaseolicola ingår i släktet Didymolepta och familjen Leptosphaeriaceae.   Inga underarter finns listade i Catalogue of Life.